# Two Soldiers
Two Soldiers – amerykański film krótkometrażowy z 2003 roku w reżyserii i na podstawie scenariusza Aarona Schneidera. 

## Nagrody
Film otrzymał kilka nagród w tym:
| Nazwa nagrody | Wygrane                                                                           | Nominacje    |
| ------------- | --------------------------------------------------------------------------------- | ------------ |
| Oscar         | 2004 Najlepszy krótkometrażowy film aktorski Aaron Schneider oraz Andrew J. Sacks | 2004 wygrana |